# Геворг Скевраци
Геворг Скевраци или Геворг Ламбронеци (арм. Գեւորգ Սկեւռացի; 1246—1247, Ламброн, Киликия—1301) — армянский учёный, вардапет, оратор, писатель, политический деятель.

## Биография
Родился около 1246 года в Ламброне, Киликийского армянского царства. Был одним из образованных вардапетов средневековой Армении. Начальное образование получил у своего дяди Григора Скевраци, в 1256—1257 годах обучался у монаха Мхитара из монастыря Скевра. Приобрел богословское и философское образование в школе крупного учёного времени Вардана Аревелци. В монастырях Киликийской Армении занимался переписыванием летописей, читал проповеди, вёл преподавание. Большую часть своей жизни провёл в монастыре Скевра, где до самой смерти в 1301 году являлся настоятелем. В числе других священнослужителей принимал непосредственное и активное участие в борьбе против унии армянской и римских церквей.

## Научная деятельность
Геворг Скевраци автор 3 грамматических сочинений:  «Наставление о свойствах слогов», «Наставление о просодии» и «Наставление об искусстве писания», которые являются важным вкладом в историю развития армянской письменности. В них Скевраци разработал и классифицировал правила законов силлабации, пунктуации, орфографии и артикуляции армянского языка, занимался проблемами орфоэпии, разработал правила переноса. Наиболее важными как для теории так и практики стали его правила слогоделения и переноса. Рекомендуемые им правила, с небольшими изменениями, используются и в современном армянском языке, а труды в своё время служили учебниками писцов и переписчиков рукописей. 
Оставил разнообразное творческое наследие, имел большую роль в развитии армянской богословской литературы. Скевраци принадлежат наставления, поэтические, музыкальные и другие сочинения. Автор множества экзегетических произведений, среди которых толкование на «Деяния апостолов», который был написан до 1289 года по заказу Ованнеса Царебрата, брата киликийского царя Хетума I. Позже по приказу царя Хетума II в 1290—1291 годах написал толкование на книгу пророка Исаии. Огромное значение для изучения истории и комментирования библейских текстов имеют «предисловия» и «оглавления» составленные Геворгом Скевраци к книгам Ветхого и Нового заветов.
Геворг Скевраци является также редактором сборников «Тонапатчар» (аналог синаксаря) и гимнов «Шаракноца», известного как «Хлкеци». Занимался систематизацией обрядов и празднеств армянской церкви и армянского свода церковных канонов. Им были составлены многочисленные молитвенные песни-проповеди и дифирамбы. В 1283 году по просьбе Ованнеса Царебрата сочинил «Оду евангелисту Иоанну». Есть предположения, что был также придворным художником, известен как один из мастеров художественного оформления книги